# NGC 2373
NGC 2373 je galaksija u zviježđu Blizancima.

## Vanjske poveznice
- SEDS: NGC 2373